# 无锡联勤保障中心
无锡联勤保障中心，位于江苏省无锡市，为中国人民解放军联勤保障部队位于东部战区的联勤保障中心，隶属武汉联勤保障基地。

## 沿革
1962年6月，以南京军区后勤部机关为主，抽组为中国人民解放军后勤第13分部，下辖第63、64、65兵站。1962年6月10日，中国人民解放军总参谋部、中国人民解放军总后勤部授予分部和兵站番号。1975年8月，改称中国人民解放军83476部队。1999年6月，改称中国人民解放军联勤第13分部。中国人民解放军联勤第13分部驻无锡市。
2013年4月，无锡市人民政府与中国人民解放军总后勤部军需物资油料部“物联网”军民融合发展战略合作正式签约，同时揭牌成立“物联网关键项目合作办公室”。
在深化国防和军队改革中，2016年1月中国人民解放军总后勤部撤销，组建中央军事委员会后勤保障部。中国人民解放军总后勤部武汉后方基地改为中央军事委员会后勤保障部武汉后方基地。
2016年9月13日，中国人民解放军联勤保障部队成立大会在北京八一大楼举行，组建武汉联勤保障基地，作为中央军委联勤保障部队的最高机关，领导无锡、桂林、西宁、沈阳、郑州5个联勤保障中心。

## 机构设置
- 分部：5个[5]
- 参谋部
  - 战勤训练处
  - 直属工作处
- 政治工作部
  - 宣传处
  - 兵员和文职人员处
- 供应处[6]
- 运输投送处[7][8]
- 卫勤处[9]
- 仓储管理处[10]
- 军事设施建设处[8]
- 科技和信息化处

| 军事代表办事处 - 驻南京军事代表办事处 - 驻无锡军事代表办事处 - 驻南昌铁路局军事代表办事处 - 驻南昌铁路局福州军事代表办事处 - 驻上海铁路局军事代表办事处 - 驻上海铁路局合肥军事代表办事处 - 驻上海铁路局杭州军事代表办事处 - 驻上海铁路局南京军事代表办事处 - 驻上海铁路局上海军事代表办事处 - 驻上海铁路局徐州军事代表办事处 - 航务军事代表办事处 - 驻福建省航务军事代表办事处 - 驻江苏省航务军事代表办事处 - 驻上海港航务军事代表办事处 …… | 直属单位 - 中国人民解放军东部战区总医院 - 中国人民解放军联勤保障部队第九〇〇医院 - 中国人民解放军联勤保障部队第九〇一医院 - 中国人民解放军联勤保障部队第九〇二医院 - 中国人民解放军联勤保障部队第九〇三医院 - 中国人民解放军联勤保障部队第九〇四医院 - 中国人民解放军联勤保障部队第九〇六医院 - 中国人民解放军联勤保障部队第九〇七医院 - 中国人民解放军联勤保障部队第九〇八医院 - 中国人民解放军联勤保障部队第九〇九医院 - 中国人民解放军联勤保障部队第九一〇医院 - 中国人民解放军联勤保障部队庐山康复疗养中心 - 中国人民解放军东部战区疾病预防控制中心 - 综合仓库若干 - 油料仓库若干 …… |

## 历任领导
| 无锡联勤保障中心主任 - 侯志平 大校（2016年9月—） - 任延兵 无锡联勤保障中心副主任 - 汪海平（？—？） | 无锡联勤保障中心政治委员 - 徐兴林 大校（2016年9月—2017年） - 贺正义 无锡联勤保障中心副政治委员 - 马学蒂（2016年—） |